# Baba-aḫa-iddina
Baba-aḫa-iddina war neubabylonischer König. Er folgte auf Marduk-balāssu-iqbi, der von Šamši-Adad V. nach Assyrien verschleppt wurde. Seine Regierungszeit beschränkte sich wahrscheinlich im Wesentlichen auf das Jahr 812 v. Chr., woraufhin ihn dasselbe Schicksal wie seinen Vorgänger ereilte.